# Fantomatisme
Fantomatisme es un álbum de la banda francesa de indie rock Holden. Lanzado el 2009 bajo licencia Gitano Records.

## Lista de canciones
1. "Les Animaux Du Club"
2. "Dans la Glace"
3. "Mia"
4. "La fin D'une Manche"
5. "Un Toit Étranger"
6. "Où Sont Vos Bras, Monsieur?"
7. "Longue est ma Descente"
8. "Maureen Katie Maya Aussi"
9. "Les Granos Chevals"
10. "La Carta"
11. "Je Dois m'en Aller"